# Internazionali di Francia 1951
Gli Internazionali di Francia 1951 (conosciuti oggi come Open di Francia o Roland Garros) sono stati la 50ª edizione degli Internazionali di Francia di tennis. Si sono svolti sui campi in terra rossa dello Stade Roland Garros di Parigi in Francia.
Il singolare maschile è stato vinto da Jaroslav Drobný, che si è imposto su Eric Sturgess in tre set col punteggio di 6–3, 6–3, 6–3. Il singolare femminile è stato vinto da Shirley Fry, che ha battuto in tre set Doris Hart. Nel doppio maschile si sono imposti Ken McGregor e Frank Sedgman.Nel doppio femminile hanno trionfato Doris Hart e Shirley Fry. Nel doppio misto la vittoria è andata a Doris Hart in coppia con Frank Sedgman.

## Seniors

### Singolare maschile
Jaroslav Drobný ha battuto in finale  Eric Sturgess con il punteggio di 6–3, 6–3, 6–3.

### Singolare femminile
Shirley Fry ha battuto in finale  Doris Hart con il punteggio di 6–3, 3–6, 6–3.

### Doppio maschile
Ken McGregor /  Frank Sedgman hanno battuto in finale  Gardnar Mulloy /  Dick Savitt con il punteggio di 6–2, 2–6, 9–7, 7–5.

### Doppio Femminile
Doris Hart /  Shirley Fry hanno battuto in finale  Beryl Bartlett /  Barbara Scofield con il punteggio di 10–8, 6–3.

### Doppio Misto
Doris Hart /  Frank Sedgman hanno battuto in finale  Thelma Coyne Long /  Mervyn Rose con il punteggio di 7–5, 6–2.